# Regierung Gillard II
Die Regierung Gillard II regierte Australien vom 14. September 2010 bis zum 27. Juni 2013. Es handelte sich um eine Regierung der Labor Party.
Seit dem 3. Dezember 2007 regierte eine Laborregierung unter Premierminister Kevin Rudd. Nach einem Rückgang der Popularität Rudds in den Meinungsumfragen, forderte ihn seine Stellvertreterin Julia Gillard heraus und wurde am 24. Juni 2010 von der Laborfraktion zur neuen Premierministerin gewählt. Bei den vorgezogenen Parlamentswahlen am 21. August 2010, verlor Labor 11 Sitze und kam nur noch auf 72 der 150 Sitze im Repräsentantenhaus. Nur mit Unterstützung von einem Abgeordneten der Grünen und drei Unabhängigen konnte Labor eine knappe Mehrheit behaupten. Julia Gillard blieb Premierministerin einer Laborregierung. Als 2013 die Popularität von Gillard sank, forderte Rudd sie heraus und wurde am 26. Juni 2013 von der Partei zum neuen Premierminister gewählt.

## Ministerliste
| Kabinett                                                                                         | Kabinett            | Kabinett                               | Kabinett |  |
| Amt                                                                                              | Minister            | Amtszeit                               | Bild     |  |
| ------------------------------------------------------------------------------------------------ | ------------------- | -------------------------------------- | -------- |  |
| Premierministerin                                                                                | Julia Gillard       | 14. September 2010 – 27. Juni 2013     |          |  |
| Kabinettssekretär                                                                                | Jason Clare         | 25. März 2013 – 27. Juni 2013          |          |  |
| stellvertretender Premierminister                                                                | Wayne Swan          | 14. September 2010 – 27. Juni 2013     |          |  |
| Schatzminister                                                                                   | Wayne Swan          | 14. September 2010 – 27. Juni 2013     |          |  |
| Minister für Hochschulausbildung, Qualifikationen, Arbeitsplätze und Beziehungen am Arbeitsplatz | Chris Evans         | 24. Juni 2010 – 14. Dezember 2011      |          |  |
| Minister für Hochschulausbildung, Qualifikationen, Wissenschaft und Forschung                    | Chris Evans         | 14. Dezember 2011 – 4. Februar 2013    |          |  |
| Minister für Hochschulausbildung, Qualifikationen, Wissenschaft und Forschung                    | Chris Bowen         | 4. Februar 2013 – 25. März 2013        |          |  |
| Minister für Hochschulausbildung, Qualifikationen, Wissenschaft und Forschung                    | Craig Emerson       | 25. März 2013 – 27. Juni 2013          |          |  |
| Minister für Schulbildung, frühe Kindheit und Jugend                                             | Peter Garrett       | 14. September 2010 – 27. Juni 2013     |          |  |
| Minister für Arbeit und Beziehungen am Arbeitsplatz                                              | Bill Shorten        | 14. Dezember 2011 – 27. Juni 2013      |          |  |
| Minister für Breitband, Kommunikation und Digitalwirtschaft                                      | Stephen Conroy      | 14. September 2010 – 27. Juni 2013     |          |  |
| Außenminister                                                                                    | Kevin Rudd          | 14. September 2010 – 26. Februar 2012  |          |  |
| Außenminister                                                                                    | Kim Carr            | 13. März 2012 – 27. Juni 2013          |          |  |
| Minister für Handel                                                                              | Craig Emerson       | 24. Juni 2010 – 5. März 2012           |          |  |
| Minister für Handel und Wettbewerbsfähigkeit                                                     | Craig Emerson       | 5. März 2012 – 14. September 2010      |          |  |
| Verteidigungsminister                                                                            | Stephen Smith       | 14. September 2010 – 27. Juni 2013     |          |  |
| Minister für Einwanderung und Staatsangehörigkeit                                                | Chris Bowen         | 14. September 2010 – 4. Februar 2013   |          |  |
| Minister für Einwanderung und Staatsangehörigkeit                                                | Brendan O’Connor    | 4. Februar 2013 – 27. Juni 2013        |          |  |
| Minister für Infrastruktur und Verkehr                                                           | Anthony Albanese    | 14. September 2010 – 27. Juni 2013     |          |  |
| Minister für australische Regionen, regionale Entwicklung und kommunale Regierung                | Simon Crean         | 14. September 2010 – 21. März 2013     |          |  |
| Minister für regionale Entwicklung und kommunale Regierung                                       | Anthony Albanese    | 25. März 2013 – 27. Juni 2013          |          |  |
| Kulturminister                                                                                   | Simon Crean         | 14. September 2010 – 21. März 2013     |          |  |
| Kulturminister                                                                                   | Tony Burke          | 25. März 2013 – 27. Juni 2013          |          |  |
| Ministerin für Gesundheit und Senioren                                                           | Nicola Roxon        | 14. September 2010 – 14. Dezember 2011 |          |  |
| Gesundheitsministerin                                                                            | Tanya Plibersek     | 14. Dezember 2011 – 27. Juni 2013      |          |  |
| Ministerin für Familien, Wohnraum, Community Services und Ureinwohner                            | Jenny Macklin       | 14. September 2010 – 14. Dezember 2011 |          |  |
| Ministerin für Familien, Community Services und Ureinwohner                                      | Jenny Macklin       | 14. Dezember 2011 – 27. Juni 2013      |          |  |
| Ministerin für Behindertenrechtsreform                                                           | Jenny Macklin       | 14. Dezember 2011 – 27. Juni 2013      |          |  |
| Minister für Wohnraum                                                                            | Robert McClelland   | 14. Dezember 2011 – 5. März 2012       |          |  |
| Minister für Wohnraum                                                                            | Brendan O’Connor    | 5. März 2012 – 4. Februar 2013         |          |  |
| Minister für Obdachlosigkeit                                                                     | Robert McClelland   | 14. Dezember 2011 – 5. März 2012       |          |  |
| Minister für Obdachlosigkeit                                                                     | Brendan O’Connor    | 5. März 2012 – 4. Februar 2013         |          |  |
| Minister für Wohnraum und Obdachlosigkeit                                                        | Mark Butler         | 4. Februar 2013 – 27. Juni 2013        |          |  |
| Minister für Nachhaltigkeit, Umweltschutz, Wasser, Bevölkerung und Gemeinschaften                | Tony Burke          | 14. September 2010 – 27. Juni 2013     |          |  |
| Ministerin für Finanzen und Deregulierung                                                        | Penny Wong          | 14. September 2010 – 27. Juni 2013     |          |  |
| Minister für Innovation, Industrie, Wissenschaft und Forschung                                   | Kim Carr            | 14. September 2010 – 14. Dezember 2011 |          |  |
| Minister für Industrie und Innovation                                                            | Greg Combet         | 14. Dezember 2011 – 25. März 2013      |          |  |
| Minister für Klimawandel und Energieeffizienz                                                    | Greg Combet         | 14. September 2010 – 25. März 2013     |          |  |
| Minister für Klimawandel, Industrie und Innovation                                               | Greg Combet         | 25. März 2013 – 27. Juni 2013          |          |  |
| Generalstaatsanwalt/wältin                                                                       | Robert McClelland   | 14. September 2010 – 14. Dezember 2011 |          |  |
| Generalstaatsanwalt/wältin                                                                       | Nicola Roxon        | 14. Dezember 2011 – 4. Februar 2013    |          |  |
| Generalstaatsanwalt/wältin                                                                       | Mark Dreyfus        | 4. Februar 2013 – 27. Juni 2013        |          |  |
| Minister/in für Katastrophenschutz                                                               | Robert McClelland   | 14. Dezember 2011 – 5. März 2012       |          |  |
| Minister/in für Katastrophenschutz                                                               | Nicola Roxon        | 5. März 2012 – 4. Februar 2013         |          |  |
| Minister/in für Katastrophenschutz                                                               | Mark Dreyfus        | 4. Februar 2013 – 27. Juni 2013        |          |  |
| Vizepräsident des Executive Council                                                              | Robert McClelland   | 14. September 2010 – 5. März 2012      |          |  |
| Vizepräsident des Executive Council                                                              | Tony Burke          | 5. März 2012 – 27. Juni 2013           |          |  |
| Minister für Landwirtschaft, Fischerei und Forsten                                               | Joe Ludwig          | 14. September 2010 – 27. Juni 2013     |          |  |
| Minister für Rohstoffe und Energie                                                               | Martin Ferguson     | 14. September 2010 – 25. März 2013     |          |  |
| Minister für Rohstoffe und Energie                                                               | Gary Gray           | 25. März 2013 – 27. Juni 2013          |          |  |
| Minister für Umwelt                                                                              | Martin Ferguson     | 14. September 2010 – 25. März 2013     |          |  |
| Minister für Umwelt                                                                              | Gary Gray           | 25. März 2013 – 27. Juni 2013          |          |  |
| Minister/in für Human Services                                                                   | Tanya Plibersek     | 14. September 2010 – 14. Dezember 2011 |          |  |
| Minister/in für Human Services                                                                   | Brendan O’Connor    | 14. Dezember 2011 – 5. März 2012       |          |  |
| Minister/in für Human Services                                                                   | Kim Carr            | 5. März 2012 – 25. März 2012           |          |  |
| Minister/in für Human Services                                                                   | Jan McLucas         | 25. März 2012 – 27. Juni 2013          |          |  |
|                                                                                                  |                     |                                        |          |  |
| Juniorminister                                                                                   |                     |                                        |          |  |
| Kabinettssekretär                                                                                | Mark Dreyfus        | 14. September 2010 – 4. Februar 2013   |          |  |
| Kabinettssekretär                                                                                | Jason Clare         | 4. Februar 2013 – 25. März 2013        |          |  |
| Minister/in für soziale Integration                                                              | Tanya Plibersek     | 14. September 2010 – 14. Dezember 2011 |          |  |
| Minister/in für soziale Integration                                                              | Mark Butler         | 14. Dezember 2011 – 27. Juni 2013      |          |  |
| Minister für Privatsphäre und Informationsfreiheit                                               | Brendan O’Connor    | 14. September 2010 – 14. Dezember 2011 |          |  |
| Special Minister of State für den öffentlichen Dienst und Integrität                             | Gary Gray           | 14. September 2010 – 14. Dezember 2011 |          |  |
| Minister für den öffentlichen Dienst und Integrität                                              | Gary Gray           | 14. Dezember 2011 – 25. März 2013      |          |  |
| Minister für den öffentlichen Dienst und Integrität                                              | Mark Dreyfus        | 25. März 2013 – 27. Juni 2013          |          |  |
| Minister für Finanzdienstleistungen und Pensionen                                                | Bill Shorten        | 14. September 2010 – 27. Juni 2013     |          |  |
| Ministerin für Erwerbsbeteiligung und Kinderbetreuung                                            | Kate Ellis          | 14. September 2010 – 14. Dezember 2011 |          |  |
| Ministerin für Erwerbsbeteiligung                                                                | Kate Ellis          | 14. Dezember 2011 – 27. Juni 2013      |          |  |
| Ministerin für frühe Kindheit und Kinderbetreuung                                                | Kate Ellis          | 14. Dezember 2011 – 27. Juni 2013      |          |  |
| Minister/in für die Beschäftigung von Ureinwohnern und wirtschaftliche Entwicklung               | Mark Arbib          | 14. September 2010 – 14. Dezember 2011 |          |  |
| Minister/in für die Beschäftigung von Ureinwohnern und wirtschaftliche Entwicklung               | Julie Collins       | 14. Dezember 2011 – 27. Juni 2013      |          |  |
| Ministerin für höhere Bildung und Qualifikationen                                                | Sharon Bird         | 25. März 2013 – 27. Juni 2013          |          |  |
| Minister für Veteranen                                                                           | Warren Snowdon      | 14. September 2010 – 27. Juni 2013     |          |  |
| Minister für Rüstungsforschung und -personal                                                     | Warren Snowdon      | 14. September 2010 – 27. Juni 2013     |          |  |
| Minister für Rüstungsgüter                                                                       | Jason Clare         | 14. September 2010 – 14. Dezember 2011 |          |  |
| Minister für Rüstungsgüter                                                                       | Kim Carr            | 14. Dezember 2011 – 5. März 2012       |          |  |
| Minister für Rüstungsgüter                                                                       | Jason Clare         | 5. März 2012 – 4. Februar 2013         |          |  |
| Minister für Rüstungsgüter                                                                       | Mike Kelly          | 4. Februar 2013 – 27. Juni 2013        |          |  |
| Ministerin für multikulturelle Angelegenheiten                                                   | Kate Lundy          | 5. März 2012 – 27. Juni 2013           |          |  |
| Ministerin für Straßensicherheit                                                                 | Catherine King      | 25. März 2013 – 27. Juni 2013          |          |  |
| Ministerin für regionale Dienstleistungen, lokale Gemeinschaften und Territorien                 | Catherine King      | 25. März 2013 – 27. Juni 2013          |          |  |
| Minister/in für Sport                                                                            | Mark Arbib          | 14. September 2010 – 5. März 2012      |          |  |
| Minister/in für Sport                                                                            | Kate Lundy          | 5. März 2012 – 27. Juni 2013           |          |  |
| Minister für Gesundheit der Ureinwohner                                                          | Warren Snowdon      | 14. September 2010 – 27. Juni 2013     |          |  |
| Minister für seelische Gesundheit und Senioren                                                   | Mark Butler         | 14. September 2010 – 27. Juni 2013     |          |  |
| Ministerin für die Stellung der Frau                                                             | Kate Ellis          | 14. September 2010 – 14. Dezember 2011 |          |  |
| Ministerin für die Stellung der Frau                                                             | Julie Collins       | 14. Dezember 2011 – 27. Juni 2013      |          |  |
| Minister für sozialen Wohnungsbau und Obdachlosigkeit                                            | Mark Arbib          | 14. September 2010 – 14. Dezember 2011 |          |  |
| Ministerin für Community Services                                                                | Julie Collins       | 14. Dezember 2011 – 27. Juni 2013      |          |  |
| Special Minister of State                                                                        | Gary Gray           | 14. September 2010 – 25. März 2013     |          |  |
| Special Minister of State                                                                        | Mark Dreyfus        | 25. März 2013 – 27. Juni 2013          |          |  |
| Minister für Kleinindustrie                                                                      | Nick Sherry         | 14. September 2010 – 14. Dezember 2011 |          |  |
| Minister für Kleinindustrie                                                                      | Mark Arbib          | 14. Dezember 2011 – 5. März 2012       |          |  |
| Minister für Kleinindustrie                                                                      | Brendan O’Connor    | 5. März 2012 – 4. Februar 2013         |          |  |
| Minister für Kleinindustrie                                                                      | Chris Bowen         | 4. Februar 2013 – 25. März 2013        |          |  |
| Minister für Kleinindustrie                                                                      | Gary Gray           | 25. März 2013 – 27. Juni 2013          |          |  |
| Minister für die verarbeitende Industrie                                                         | Kim Carr            | 14. Dezember 2011 – 5. März 2012       |          |  |
| Minister für Wissenschaft und Forschung                                                          | Don Farrell         | 25. März 2013 – 27. Juni 2013          |          |  |
| Innenminister                                                                                    | Brendan O’Connor    | 14. September 2010 – 14. Dezember 2011 |          |  |
| Innenminister                                                                                    | Jason Clare         | 14. Dezember 2011 – 27. Juni 2013      |          |  |
| Justizminister                                                                                   | Brendan O’Connor    | 14. September 2010 – 14. Dezember 2011 |          |  |
| Justizminister                                                                                   | Jason Clare         | 14. Dezember 2011 – 27. Juni 2013      |          |  |
|                                                                                                  |                     |                                        |          |  |
| Assistant Minister und parlamentarische Staatssekretäre                                          |                     |                                        |          |  |
| Assistant Minister für Breitband, Kommunikation und Digitalwirtschaft beim Premierminister       | Stephen Conroy      | 14. September 2010 – 27. Juni 2013     |          |  |
| Assistant Minister für die ANZAC-Hundertjahrfeier beim Premierminister                           | Warren Snowdon      | 3. März 2011 – 27. Juni 2013           |          |  |
| Assistant Minister im Schatzministerium                                                          | Bill Shorten        | 14. September 2010 – 14. Dezember 2011 |          |  |
| Assistant Minister im Schatzministerium                                                          | Mark Arbib          | 14. Dezember 2011 – 5. März 2012       |          |  |
| Assistant Minister im Schatzministerium                                                          | David Bradbury      | 5. März 2012 – 27. Juni 2013           |          |  |
| Assistant Minister für Schulbildung                                                              | Brendan O’Connor    | 14. Dezember 2011 – 5. März 2013       |          |  |
| Assistant Minister für die Psychiatriereform beim Premierminister                                | Mark Butler         | 12. September 2011 – 27. Juni 2013     |          |  |
| Assistant Minister für Asienpolitik beim Premierminister                                         | Craig Emerson       | 28. Oktober 2012 – 27. Juni 2013       |          |  |
| Assistant Minister für Deregulierung                                                             | Nick Sherry         | 14. September 2010 – 26. Januar 2011   |          |  |
| Assistant Minister für Deregulierung und Pensionen im öffentlichen Dienst                        | Nick Sherry         | 26. Januar 2011 – 14. Dezember 2011    |          |  |
| Assistant Minister für Deregulierung                                                             | David Bradbury      | 5. März 2012 – 27. Juni 2013           |          |  |
| Assistant Minister für Industrie und Innovation                                                  | Kate Lundy          | 14. September 2010 – 27. Juni 2013     |          |  |
| Assistant Minister für den Wiederaufbau der Überschwemmungsgebiete in Queensland                 | Joe Ludwig          | 26. Januar 2011 – 27. Juni 2013        |          |  |
| Assistant Minister für Tourismus                                                                 | Nick Sherry         | 14. September 2010 – 14. Dezember 2011 |          |  |
| Assistant Minister für Tourismus                                                                 | Don Farrell         | 25. März 2013 – 27. Juni 2013          |          |  |
| Parlamentarische/r Staatssekretär/in beim Premierminister                                        | Kate Lundy          | 14. September 2010 – 5. März 2012      |          |  |
| Parlamentarische/r Staatssekretär/in beim Premierminister                                        | Jan McLucas         | 5. März 2012 – 25. März 2012           |          |  |
| Parlamentarische/r Staatssekretär/in beim Premierminister                                        | Andrew Leigh        | 25. März 2012 – 27. Juni 2013          |          |  |
| Parlamentarischer Staatssekretär im Schatzministerium                                            | David Bradbury      | 14. September 2010 – 5. März 2012      |          |  |
| Parlamentarischer Staatssekretär im Schatzministerium                                            | Bernie Ripoll       | 5. März 2012 – 27. Juni 2013           |          |  |
| Parlamentarische Staatssekretärin für Schulbildung und Beziehungen am Arbeitsplatz               | Jacinta Collins     | 14. September 2010 – 27. Juni 2013     |          |  |
| Parlamentarische Staatssekretärin für höhere Bildung und Qualifikationen                         | Sharon Bird         | 5. März 2012 – 25. März 2013           |          |  |
| Parlamentarischer Staatssekretär im Außenministerium                                             | Richard Marles      | 5. März 2012 – 22. März 2013           |          |  |
| Parlamentarische/r Staatssekretär/in für Handel                                                  | Justine Elliot      | 14. September 2010 – 4. Februar 2013   |          |  |
| Parlamentarische/r Staatssekretär/in für Handel                                                  | Kelvin Thomson      | 4. Februar 2013 – 27. Juni 2013        |          |  |
| Parlamentarischer Staatssekretär für die Pazifikinseln                                           | Richard Marles      | 14. September 2010 – 22. März 2013     |          |  |
| Parlamentarischer Staatssekretär für die Pazifikinseln                                           | Matt Thistlethwaite | 22. März 2013 – 27. Juni 2013          |          |  |
| Parlamentarischer Staatssekretär für Verteidigung                                                | David Feeney        | 14. September 2010 – 27. Juni 2013     |          |  |
| Parlamentarischer Staatssekretär für Verteidigung                                                | Mike Kelly          | 14. Dezember 2011 – 4. Februar 2013    |          |  |
| Parlamentarische Staatssekretärin für Einwanderung und Staatsangehörigkeit                       | Kate Lundy          | 14. September 2010 – 5. März 2012      |          |  |
| Parlamentarischer Staatssekretär für multikulturelle Angelegenheiten                             | Matt Thistlethwaite | 25. März 2013 – 27. Juni 2013          |          |  |
| Parlamentarische Staatssekretärin für Infrastruktur und Verkehr                                  | Catherine King      | 14. September 2010 – 25. März 2013     |          |  |
| Parlamentarischer Staatssekretär für Kultur                                                      | Michael Danby       | 25. März 2013 – 27. Juni 2013          |          |  |
| Parlamentarische/r Staatssekretär/in für Gesundheit und Senioren                                 | Catherine King      | 14. September 2010 – 25. März 2013     |          |  |
| Parlamentarische/r Staatssekretär/in für Gesundheit und Senioren                                 | Shayne Neumann      | 25. März 2013 – 27. Juni 2013          |          |  |
| Parlamentarische Staatssekretärin für seelische Gesundheit                                       | Melissa Parke       | 4. Februar 2013 – 27. Juni 2013        |          |  |
| Parlamentarische Staatssekretärin für Behinderte und Pflegekräfte                                | Jan McLucas         | 5. März 2012 – 25. März 2013           |          |  |
| Parlamentarische Staatssekretärin für Behinderte und Pflegekräfte                                | Amanda Rishworth    | 25. März 2013 – 27. Juni 2013          |          |  |
| Parlamentarische Staatssekretärin für Community Services                                         | Julie Collins       | 14. September 2010 – 14. Dezember 2011 |          |  |
| Parlamentarische Staatssekretärin für sozialen Wohnungsbau und Obdachlosigkeit                   | Melissa Parke       | 4. Februar 2013 – 27. Juni 2013        |          |  |
| Parlamentarische/r Staatssekretär/in für Nachhaltigkeit und städtische Wasserversorgung          | Don Farrell         | 14. September 2010 – 25. März 2013     |          |  |
| Parlamentarische/r Staatssekretär/in für Nachhaltigkeit und städtische Wasserversorgung          | Amanda Rishworth    | 25. März 2013 – 27. Juni 2013          |          |  |
| Parlamentarischer Staatssekretär für Kleinindustrie                                              | Bernie Ripoll       | 25. März 2013 – 27. Juni 2013          |          |  |
| Parlamentarischer Staatssekretär für Industrie und Innovation                                    | Mark Dreyfus        | 14. Dezember 2011 – 4. Februar 2013    |          |  |
| Parlamentarische/r Staatssekretär/in für Klimawandel und Energieeffizienz                        | Mark Dreyfus        | 14. September 2010 – 4. Februar 2013   |          |  |
| Parlamentarische/r Staatssekretär/in für Klimawandel und Energieeffizienz                        | Yvette D'Ath        | 4. Februar 2013 – 25. März 2013        |          |  |
| Parlamentarische Staatssekretärin für Klimawandel, Industrie und Innovation                      | Yvette D'Ath        | 25. März 2013 – 27. Juni 2013          |          |  |
| Parlamentarischer Staatssekretär beim Generalstaatsanwalt                                        | Shayne Neumann      | 25. März 2013 – 27. Juni 2013          |          |  |
| Parlamentarischer Staatssekretär für Landwirtschaft, Fischerei und Forsten                       | Mike Kelly          | 14. September 2010 – 14. Dezember 2011 |          |  |
| Parlamentarischer Staatssekretär für Landwirtschaft, Fischerei und Forsten                       | Sid Sidebottom      | 14. September 2010 – 27. Juni 2013     |          |  |